# Jørgen Korsgaard-Pedersen
Jørgen Korsgaard-Pedersen (født 4. juli 1932 i Hjallese) er en dansk jurist og diplomat, som har været Danmarks ambassadør i Cairo og Khartoum (1977), Mogadiscio (1978), Warszawa (1984-86) og Canberra (1991-95).
1986-91 var han chef for Udenrigsministeriets Nedrustningssekretariat, og 1988-91 var han medlem af formandskabet for Det Sikkerheds- og Udenrigspolitiske Udvalg.
Efter sin pensionering i 1995 blev Korsgaard-Pedersen juridisk konsulent for Det Danske Sprog- og Litteraturselskab.

## Ordener
Korsgaard-Pedersen er ridder af 1. grad af Dannebrog. Desuden er han hædret med den belgiske Kroneorden, det Jugoslaviske Flags Orden og den egyptiske Fortjenstorden.
| Ordensbånd                                  | Land        | Klasse                                    |
| ------------------------------------------- | ----------- | ----------------------------------------- |
| DNK Order of Danebrog Knight 1st Degree BAR | Danmark     | Ridder af 1. grad af Dannebrog            |
| BEL Kroonorde Ridder BAR                    | Belgien     | Ridder af Kroneordenen                    |
| Orden jugoslovenske zastave3(traka)         | Jugoslavien | 3. klasse af Det Jugoslaviske Flags Orden |
| EGY Order of Merit - Grand Cross BAR        | Egypten     | Storkors af den Egyptiske Fortjenstorden  |